# Chojna
Chojna (in casciubo: Czińsbarg; in tedesco: Königsberg in der Neumark; in latino: Regiomontanus Neomarchicus) è una città della Polonia occidentale, situata nel voivodato della Pomerania Occidentale. Sorge a circa 60 km a sud di Stettino e fa parte della Douzelage.
Chojna si trova presso due città tedesche, Bad Freienwalde e Schwedt, sul fiume Oder, presso il confine con la Germania.

## Storia

### Medioevo
Dal X-XII secolo, dove sorge l'attuale Chojna, si sviluppò una fortificazione dei pomerani, probabilmente con un mercato. A causa della sua posizione favorevole sulle vie dei commerci che portavano ai grandi principati della Grande Polonia e ai ducati di Pomerania, l'insediamento si sviluppò molto velocemente. Nel 1200 il comune ricevette il diritto di Magdeburgo, e fu chiamata "Konigesberge" per la prima volta nel 1244; nel 1252 passò nella Diocesi di Brandeburgo, dopo la sua acquisizione da parte di quest'ultima del Neumark. Popolata da cavalieri e coloni tedeschi, il nome della città "Konigesberge" si evolse in "Königsberg" ("Montagna del Re"). Dopo la cessione della "terra Konigesberge" dal vescovi del Brandeburgo ai margravi Ascani del Brandeburgo, la città mantenne il diritto di avere un mercato come anche di avere giurisdizione legale, il che la fece diventare la principale città del Neumark del tempo.

### Tardo Medioevo
Nella città esistette una parrocchia sin dal 1282, mentre fu fondato un monastero agostiniano nel 1290. Dal 1310 al 1329 Königsberg sperimentò il boom economico sulla via del grano, permettendo alla città di ricevere ulteriori privilegi del mercato. Il trasporto delle merci veniva effettuato lungo il fiume Oder e il Röhricke. Nel XIII e XIV secolo fu costruito un muro difensivo intorno alla città, con numerose torri e tre porte (Schwedter Tor, Bernikower Tor, e Vierradener Tor, l'ultima demolita nel XIX secolo). Dal 1402 al 1454 Königsberg fu sotto il controllo dei Cavalieri Teutonici, dopo la cessione del Neumark da parte del Brandeburgo. La Chiesa di Santa Maria e il municipio, ricostruito proprio in questo periodo, erano alcuni degli esempi di edifici gotici nel Neumark.

### Rinascimento

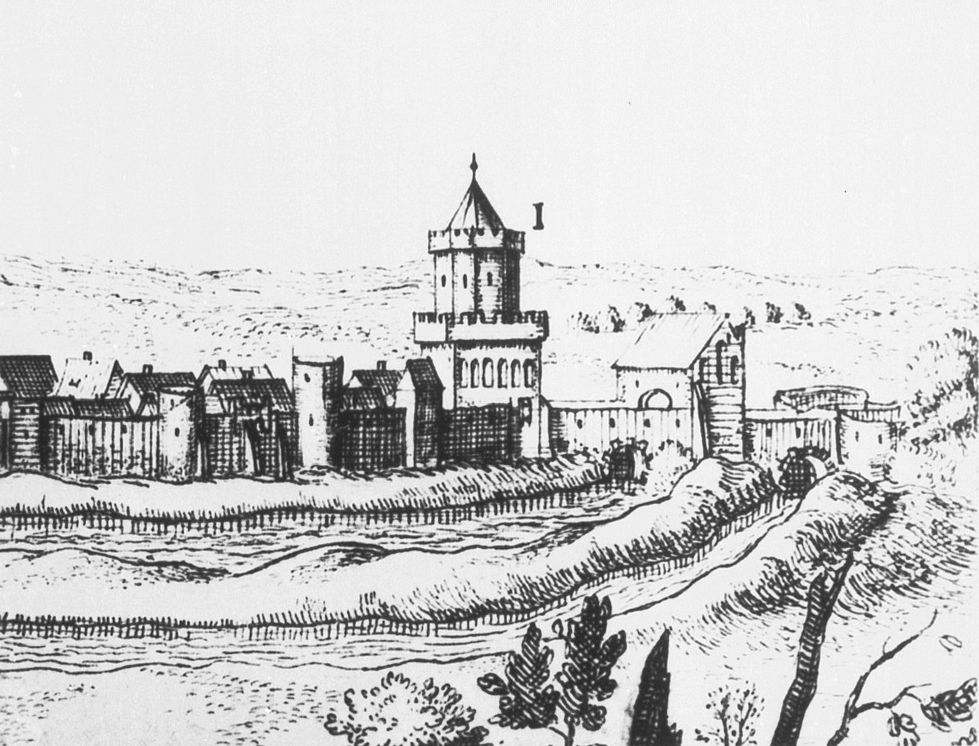
Incisione del XV secolo

La città sostenne un attacco da parte degli Hussiti nel 1433 durante le guerre hussite. Durante il Rinascimento, all'inizio del XV secolo la città fiorì, ma la maggioranza della popolazione morì per le epidemie di peste nel XVI e XVII secolo. Königsberg aveva numerose chiese: la chiesa del monastero agostiniano, la chiesa ospedaliera degli agostiniani dello Spirito Santo e le chiese della Vergine Maria, di San Nicola, San Giorgio e Santa Gertrude. La città si convertì gradualmente al luteranesimo dal 1539 al 1553, durante la riforma protestante, che ebbe come effetto la dissoluzione nel 1536 del monastero, i cui edifici furono utilizzati come ospedale e scuola. Durante la guerra dei trent'anni Königsberg fu occupata a più riprese dalle truppe imperiali di Albrecht von Wallenstein e dalle truppe svedesi del re Gustavo Adolfo: nel corso di queste occupazioni, il 52% della città fu distrutto. Dopo la distruzione della Chiesa di Santa Maria, la cui torre fu incendiata nel 1682, la ricostruzione iniziò nel 1692.

### Età moderna

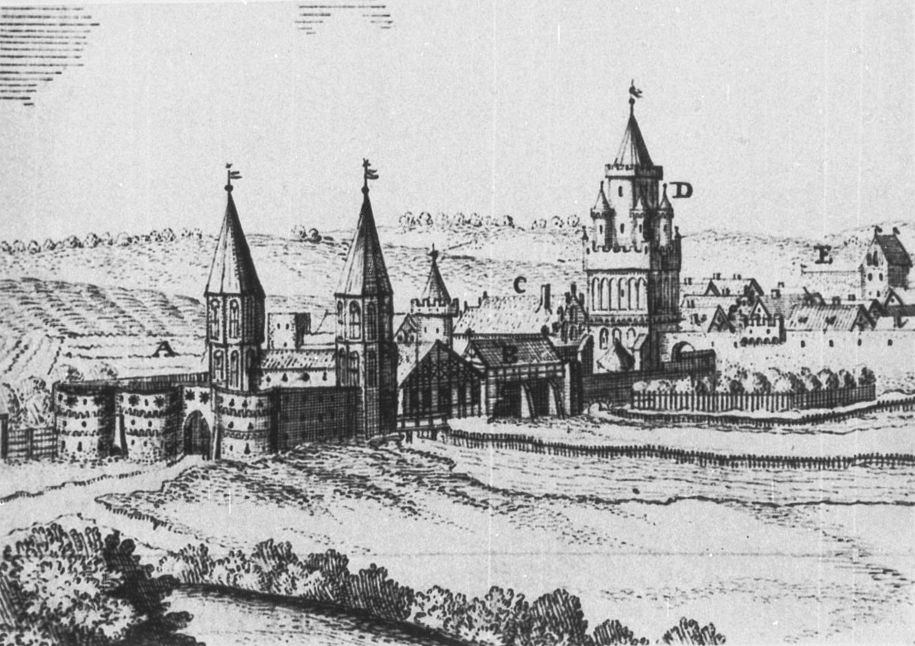
Panorama del 1710

Nel 1714 fu costruito un nuovo pulpito barocco, e nel 1734 Joachim Wagner costruì un organo. Königsberg iniziò a rivivere economicamente dopo la fondazione del Regno di Prussia, divenendo la sede del governo del Neumark nel 1759 durante la guerra dei sette anni. Nel 1767 le Porte Schwedter e Bernikower furono parzialmente smantellate per fornire pietre per la costruzione di barricate presso l'ex monastero. Gli abitanti della città si specializzarono inizialmente nell'agricoltura e nella cultura forestale, e in seguito nella produzione di tessuti. Quest'industria comunque declinò nel 1840 con l'avvio dell'industrializzazione. Königsberg divenne la sede del distretto Landkreis Königsberg nel 1809 e parte della Provincia del Brandeburgo nel 1816. L'ex monastero iniziò a deteriorarsi nel 1820. La città divenne parte dell'Impero tedesco nel 1871 e, dopo essere stata collegata con una ferrovia nel 1877, iniziò un grande sviluppo. La città servì anche come centro educativo e amministrativo per la regione circondante.

### Seconda guerra mondiale

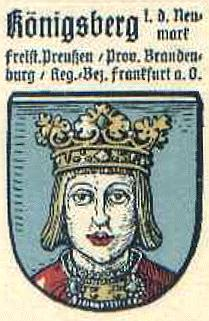
Stemma di Königsberg negli anni venti

Nel 1939 la Luftwaffe costruì un campo aereo nei pressi delle porte di Königsberg. Nel gennaio 1945 si verificarono presso la città alcune battaglie sul fronte orientale. Avendo il sindaco lasciato la città senza ordinare l'evacuazione generale, il primo cittadino fu condannato a morte il 4 febbraio 1945 da una corte marziale delle SS presideduta da Otto Skorzeny. Lo stesso giorno l'Armata Rossa sovietica occupò la città. L'interno centro della città, la chiesa di Santa Maria e il municipio furono dati alle fiamme il 16 febbraio 1945: Königsberg fu distrutta all'80% durante la guerra. Con la fine delle ostilità, la città fu posta sotto amministrazione polacca, la popolazione tedesca fu espulsa e la città fu chiamata Chojna.

### Polonia
I resti della guerra sono ancora visibili in alcuni degli edifici di Chojna. Le fondamenta del municipio furono ricostruite per essere utilizzate come centro culturale e come biblioteca. Fu ricostruito anche il monastero, mentre la piazza del mercato fu riprogettata ex novo. La ricostruzione della Chiesa di Santa Maria iniziò nel 1994, in cooperazione con la Germania. Nel 1997 il tetto della navata centrale è stato ultimato, mentre la sommità della torre a forma di piramide è stata riadattata in stile neogotico.

## Siti d'interesse
- Cattedrale
- Monastero agostiniano e i resti delle mura che circondavano la città, con le Porte Schwedter e Bernikower.
- Enorme platano.